# Zuid-Thürings voetbalkampioenschap 1913/14
In 1913/14 werd het vierde voetbalkampioenschap van Zuid-Thüringen gespeeld, dat georganiseerd werd door de Midden-Duitse voetbalbond. 
Coburger FC werd kampioen en nam deel aan de Midden-Duitse eindronde. De club versloeg SC Meiningen 04 met 9-1 en werd dan zelf met zware 8-1 cijfers wandelen gestuurd door Hallescher FC Wacker. 

## 1. Klasse
Er zijn slechts enkele uitslagen bewaard gebleven.
| Plaats | Club               | Wed. | W | G | V | Saldo | Ptn.  |
| ------ | ------------------ | ---- | - | - | - | ----- | ----- |
| 1.     | Coburger FC 1907   | 3    | 3 | 0 | 0 | 08:03 | 06:00 |
| 2.     | 1. FC Michelau 09  | 0    | 0 | 0 | 0 | 00:00 | 00:00 |
| 3.     | SC 1903 Eisfeld    | 1    | 0 | 0 | 1 | 00:00 | 00:02 |
| 4.     | 1. FC 04 Sonneberg | 2    | 0 | 0 | 2 | 03:08 | 00:04 |

|  | Geplaatst voor Midden-Duitse eindronde |